# Tret
Tret (Trèt in noneso) è una frazione del comune di Borgo d'Anaunia in provincia autonoma di Trento.

## Geografia fisica

### Territorio
Tret si trova in Alta Val di Non, vicino al confine con la provincia autonoma di Bolzano e all'abitato di San Felice.

## Storia

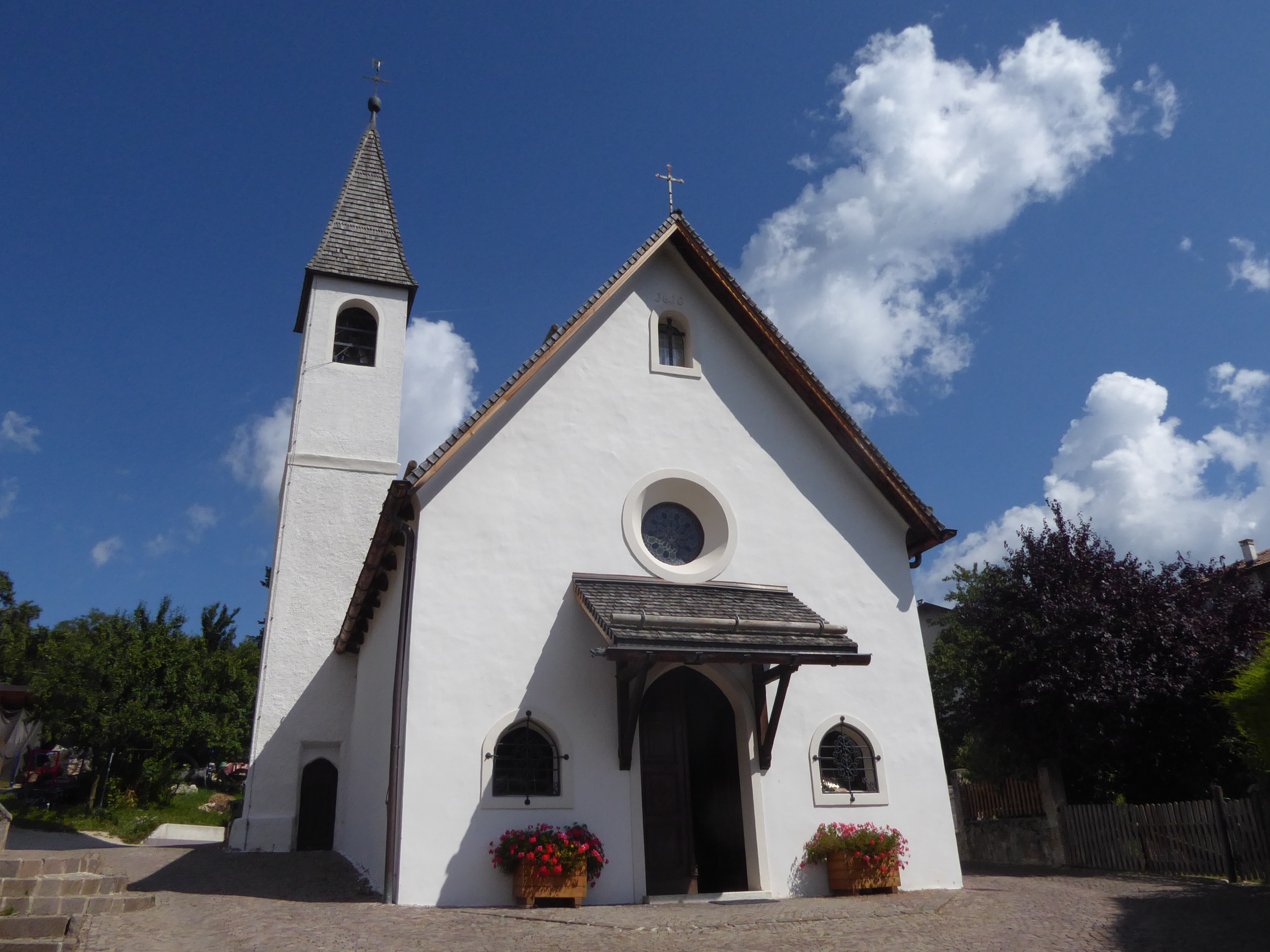
La chiesa di Sant'Anna

Tret è stato frazione del comune di Fondo fino al 1º gennaio 2020, data in cui è stato istituito il nuovo comune di Borgo d'Anaunia in seguito alla fusione dei comuni di Castelfondo, Fondo e Malosco.

## Monumenti e luoghi d'interesse

### Architetture religiose
- Chiesa di Sant'Anna, eretta intorno al 1610.[5]

### Aree naturali
- Cascate di Tret;
- Lago di Santa Maria, noto anche come lago di Tret, che si trova sul territorio del comune di Senale-San Felice, nei pressi di Tret.

## Società

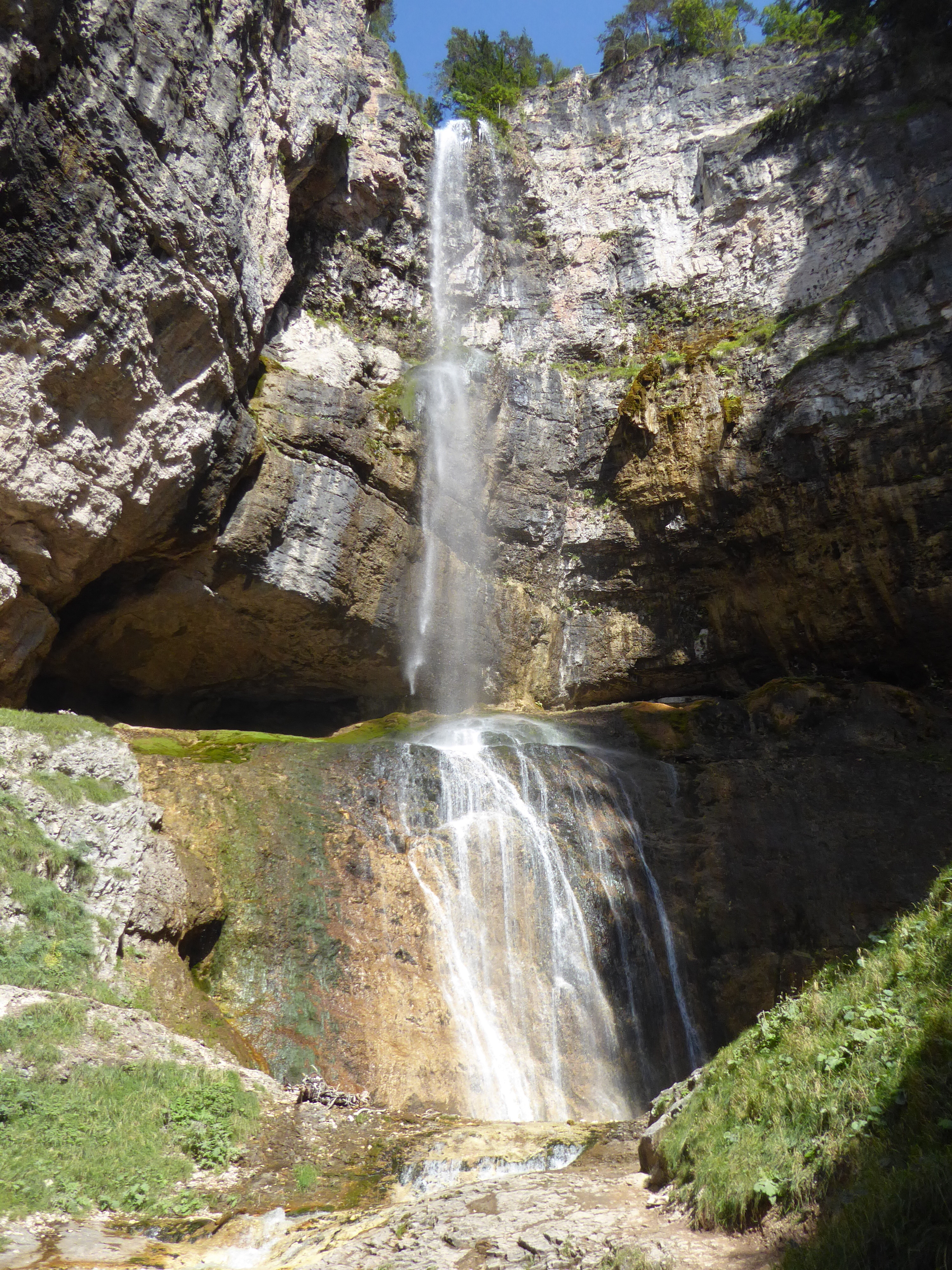
La vicina cascata di Tret, sul confine con l'Alto Adige

Tret è stato oggetto di uno studio condotto dagli antropologi statunitensi John W. Cole e Eric R. Wolf i cui risultati sono stati pubblicati nel saggio La frontiera nascosta, che mette a confronto le abitudini del sistema ereditario delle proprietà con quello della vicina comunità di Senale-San Felice evidenziando le differenze culturali e sociali tra le due parti divise da un confine linguistico e etnico.